# Daiki Ogawa
Daiki Ogawa (født 16. oktober 1991) er en japansk fodboldspiller, som spiller for den japanske fodboldklub Júbilo Iwata.